# Aloe obscura
Aloe obscura é uma espécie de liliopsida do gênero Aloe, pertencente à família Asphodelaceae.